# Morten Olsen
Morten Per Olsen (n. 14 august 1949) este un fost fotbalist și actual antrenor danez. El este antrenor la echipa națională de fotbal a Danemarcei începând cu anul 2000, conducând Danemarca la Campionatul Mondial de Fotbal 2002, Euro 2004, Campionatul Mondial de Fotbal 2010 și Euro 2012.

## Statistici carieră

### Goluri internaționale
| # | Data          | Locația              | Oponent  | Golul | Rezultat | Competiția                                 |
| - | ------------- | -------------------- | -------- | ----- | -------- | ------------------------------------------ |
| 1 | 5 mai 1971    | Copenhaga, Danemarca | Elveția  | 2–0   | 4–0      | Calificările pentru Jocurile Olimpice 1972 |
| 2 | 1 august 1971 | Aalborg, Danemarca   | Anglia   | 2–1   | 3–2      | Meci amical                                |
| 3 | 5 iunie 1988  | Odense, Danemarca    | Belgia   | 1–1   | 3–1      | Meci amical                                |
| 4 | 18 iunie 1989 | Copenhaga, Danemarca | Brazilia | 1–0   | 4–0      | Meci amical                                |

### Palmares
Ca jucător
- Prima Divizie Belgiană (3): 1980–81, 1984–85, 1985–86
- Cupa UEFA: 1982–83

Finalist: 1983–84
- Fotbalistul danez al anului: 1983, 1986

Ca antrenor
- Superliga Daneză: 1990, 1991
- Eredivisie: 1998
- KNVB Cup: 1998